# Мушіма
Мушіма (порт. Muxima) — місто і комуна в муніципалітеті Кічама, провінція Луанда, Ангола. Засноване в 1599 році португальцями. Мушіма означає «серце» в мові Кімбунду. У місті розташована португальська фортеця 16-го століття Мушіма.

## Церква
Церква Nossa Senhora da Conceição, більш відома як Nossa Senhora da Muxima, побудована в колоніальній португальській Анголі в 1599 році.
Це популярне місце для паломництва в Анголі, яке може приймати понад 1 мільйон паломників щорічно. Місто стало популярним місцем для паломництва після того, як Діва Марія явила себе у 1833 році.
27 жовтня 2013 року, 6 невідомих осквернили статую Діви Марії в Мушімі і зруйнували кілька інших образів у католицькому санктуарії.